# Phil Bryant

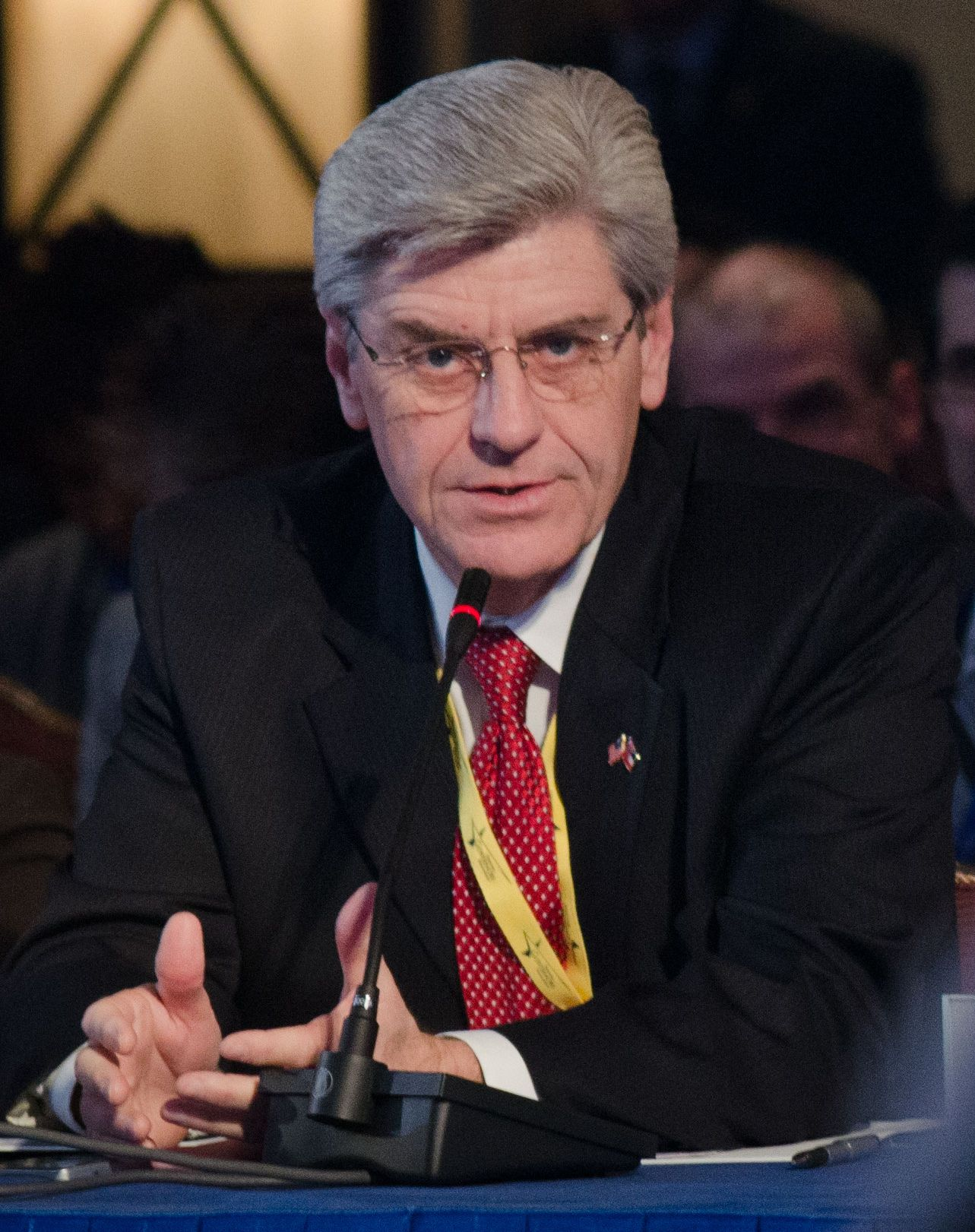
Phil Bryant, governador do Mississippi.

Dewey Phillip "Phil" Bryant (Moorhead, 9 de dezembro de 1954) é um político estadunidense. Foi o 63º governador do estado de Mississippi de 2012 até 2020, filiado ao Partido Republicano. Graduado  pela Universidade do Sul de Mississippi, Bryant sucedeu Haley Barbour em 10 de julho de 2012, após vencer o candidato Johnny DuPree, do partido opositório.